# ヘンリー・ハグルモンスター
『ヘンリー・ハグルモンスター』（原題：Henry Hugglemonster）は、イギリスおよびアイルランドの合作であり、ニーアム・シャーキー（Niamh Sharkey）の絵本"I'm a Happy Hugglewug"を原作としたCGアニメ。全38話。

## あらすじ
モンスターのヘンリーの一家はいつもにぎやか。毎回何かしらのドタバタを繰り広げる（例えば第1話Aパートではハグルモンスター家の建物（3階建）がその形を留めたまま逆立ちした）が、一家は非常に仲が良く、ラストシーンでは時々「みんなでぎゅ〜っ」と抱き合う。

## 登場人物

### メインキャラ
ヘンリー・ハグルモンスター
声 - 東條加那子 / 英 - ララ・ジル・ミラー
主人公。5歳。毎回必ず、冒頭に「ボクはヘンリー（・ハグルモンスター）」と視聴者に対して自己紹介する。「ハグルモンスターは、どんなことがあっても諦めない」が口癖。
彼をはじめとしてほとんどのキャラにツノ（顔の両側）とコウモリの翼のようなものが存在する。ヘンリーのツノは、しだれ柳の様に下向きであることが多い。
コビー・ハグルモンスター
声 - 山本和臣 / 英 - キアラ・ザンニ
ハグルモンスター一家の長兄でヘンリーの兄。7歳（第5話Aパートでのヘンリーのセリフで明らかになる）。物作りが非常に得意で、作成速度は『フィニアスとファーブ』の主人公2人にひけをとらないぐらい速い。
サマー・ハグルモンスター
声 - 樋口智恵子 / 英 - ヒンデン・ウォルチ
コビーの妹でヘンリーの姉。6歳（上記と同理由）。彼女とアイボー＆ママの3人には顔の両側に2本ずつのツノがある。歌うことがとても好きで、プロの歌手であるイザベラに憧れている。
アイボー・ハグルモンスター
声 - 多田このみ / 英 - カリ・ウォールグレン
ヘンリーの弟で、まだ赤ん坊ゆえにあまりしゃべれない。ハグルモンスター家で唯一、歯が四角い。第21話Bパートで初めて独力で歩けるようになった。
ダスティン・ハグルモンスター
声 - 山野井仁 / 英 - トム・ケニー
ハグルモンスター一家の4きょうだいの父親。郵便関係の仕事（小包などの仕分け）をしているが、休みの日は時々モンスター・ボーイスカウトの隊長も務めている（副隊長=エドゥアルド、隊員=ヘンリー、コビー、デンゼル、ロベルト）。
ジェニー・ハグルモンスター
声 - 伊倉一恵 / 英 - ロリ・アラン
ハグルモンスター一家の4きょうだいの母親。ピアノの先生をしている。ずっと昔に、デンゼルの母親・ガーティーの母親・メグの母親と共に「ガルル・パワー」という女の子バンドを組んでいた。（Gt.&Vo.=ジェニー、Bs.=デンゼル母、Drm.=ガーティー母、Key.=メグ母）（第16話Aパートより）
ベケット
ハグルモンスター一家のペットの犬。サマーが主に世話をしている。ハグルモンスター家のメンバーで唯一、歯が口中の上下両側に生えていて、さらにヘンリーたち同様に翼もあって飛ぶことができる。第6話Bパートで誕生日。

### サブキャラ
ノア・ハグルモンスター
声 - 武田幸史 / 英 - トム・ケニー
ヘンリーたちの祖父。あごひげが15～16本あり、その全てがまっすぐ垂れ下がっていて腰の辺りまで伸びている。
ナノ・ハグルモンスター
声 - 森史絵 / 英 - グレイ・デライル
ヘンリーたちの祖母。
セーフティ・ハグルモンスター
ノアの祖父。かつてロアーズヴィル市長だった人物。
ハリー・ハグルモンスター
声 - 津田美波
ヘンリーたちのいとこ。第20話Aパートから登場。腕が左右2本ずつある。ヘンリーのことを「いつも傍にいたい」と思うほど大好きで、彼に一時敬遠されるが、ヘンリーがその理由をコビーから聞くことで落ち着いた。
ディー・ハグルモンスター
声 - 水瀬郁
ハリーの母。やはり第20話Aパートから登場。
エステル・イノーモモンスター
声 - 八百屋杏 / 英 - グレイ・デライル
ヘンリーと仲良しな女の子モンスター。背の高さはヘンリーの約1.5倍で、子供なのにダスティンより少し背が高い。
エドゥアルド・イノーモモンスター
声 - 長谷川俊介 / 英 - ブライアン・ブレスド
エステルの父親。この作品中で最も体が大きく、ヘンリーの5～6倍ぐらいの身長である。モンスター・ボーイスカウトでは、自分よりずっと小さなダスティンを補佐している。
プロップスター
イノーモモンスター家のペットの犬。やはり当作品中に登場するペットでは最も体が大きく、ヘンリーとエステルの中間ぐらいの大きさ。耳も異様に長く、体長の2倍は優にある。性別は女の子。
デンゼル・ダグルモンスター
声 - 冨田泰代/ 英 - ロブ・ポールセン
ヘンリーの友人（どちらかというと悪友っぽい）。コウモリの翼はなく、左目の周囲にのみ寝不足でできる「くま」のような黒い環がある（これはダグルモンスター一族に共通している）。穴掘りが得意ゆえに暗い所には慣れているが、お化けなどが関係するホラー系の話を聞いた直後に限って暗所恐怖症になる。
ハロルド・ダグルモンスター
デンゼルの父親。
グラモ・ダグルモンスター
声 - / 英 -
デンゼルの祖母。第10話で、「モンスタートライアスロン」という競技会でナノと競い合った。
ガーグラー
第6話Bパートで初登場だが、デンゼルのペットであることが第21話Aパートで明らかになる。
ロベルト
ヘンリーの友達の男の子モンスターで、彼よりやや小柄。
オスカー
コビーの友達の男の子モンスター。
イザベラ・ロアーソン
声 - / 英 - ジェリ・ハリウェル
ロアーズヴィルで随一の歌い手。歌のコンテストに出場したサマーに一旦は遠回しに「不合格」と宣言するが、ヘンリーの願いを聞き入れて考えを改め、サマーを優勝させた。デンゼル同様、翼はない。
シニョール・ロアートニオ
ロアーズヴィル在住のボイストレーナーで、レストランも経営している。歌の指導においては、彼の門をたたいた生徒全員が過去のコンテストなどで優勝したこともあって非常に敏腕だが、料理人としてはイマイチ。
第38話Aパートでマチルダと結婚する。兄弟がいる（第38話Bパートより）。
リーボン
ヘンリーとパパがレインボーフォールズで釣ってきた小魚。第8話Bパートに登場。一定時間経過後に体の大きさが2倍2倍になるらしく、ヘンリー所持の金魚鉢→ハグルモンスター家の風呂→ハグルモンスター家のビニールプール→ロアーズヴィル市営プールの順に引っ越しさせられたが、なおも巨大化してエドゥアルドのほぼ倍の体格にまで達したので、ヘンリーは彼を元いたレインボーフォールズに戻すことになった。
ガーティー・グロウラースタイン
声 - 多田このみ / 英 - グレイ・デライル
ヘンリーの友達の女の子モンスター。時間管理に関しては非常に厳格。フルネームは明らかになっているが、苗字は作品中ではまだ一度も出ていない。
マイロ・グロウラースタイン
声 - / 英 - ヒンデン・ウォルチ
ガーティーの弟。
グレガー・グロウラースタイン
ガーティーの父親。
スニーゾ
声 - / 英 - トム・ケニー
ガーティーのペット。外見はダチョウに似ているが、クチバシがラッパのような形状。くしゃみの持病がある。
パズルバード
同じく第6話Bパートに登場。ヘンリーたちがベケットの誕生日パーティーを催している最中に、パズルバードのひな鳥が孵化して誕生し、そのひな鳥に悪影響が出るという理由で、騒いでいるヘンリーやサマーなどからパーティー用品を1つずつ強奪することで抗議し続けたが、やがてヘンリーがそれに気づき、周りのみんなに静かにすることとひな鳥の誕生をベケットと合同で祝うことを提案した。
メグ
ヘンリーたちの友達だが、デンゼルやガーティーより登場機会は少ない。
シェイキー
メグのペットの犬。第29話Aパートで、ベケットが彼女に一目ぼれする。

## サブタイトル一覧

### 第1シリーズ
| #  | タイトル                              | 原題                                               |
| 1  | ハグルフラワー                        | The Huggleflower                                   |
| 1  | モンスターの こもりうた               | Monster Lullaby                                    |
| 2  | パンきじを おいかけろ！               | Runaway Dough                                      |
| 2  | まねっこモンスター                    | The Copymonster                                    |
| 3  | ヘンリーの おんがくかい               | The Henry Show                                     |
| 3  | ピョンピョンぐつ                      | Mega Bouncers                                      |
| 4  | たいくつな じかん                     | The Piano Lesson                                   |
| 4  | なみに のろう！                       | Monster Wave                                       |
| 5  | コビーのうちゅうせん                  | Astrobrix                                          |
| 5  | コンテストにでたい！                  | The Sore Roar                                      |
| 6  | ベケットにあいたい                    | Bye Bye Beckett                                    |
| 6  | たのしいおたんじょうびかい            | Pet Party                                          |
| 7  | サマーとの やくそく                   | Promises Promises                                  |
| 7  | ちからを あわせよう                   | Fireworks Night                                    |
| 8  | せかいで いちばんのファン             | Number One Fan                                     |
| 8  | おさかなのペット                      | Henry's Hugglefish                                 |
| 9  | そりで すべろう                       | The Sledhouse                                      |
| 9  | パパのおるすばん                      | Daddo Daycare                                      |
| 10 | がんばれおばあちゃん                  | Iron Granny                                        |
| 10 | おじいちゃんのコイン                  | The Monster Coin                                   |
| 11 | バレンタインのカード                  | Monster Mail Madness                               |
| 11 | コビーのすいすいじてんしゃ            | Cobby's Comfort Cruiser                            |
| 12 | くしゃみがとまらない！                | Sneezo-Rama                                        |
| 12 | ふたりのさくせん                      | The Huggleball Game                                |
| 13 | おいしいハグルジュース                | The Hugglejuice Stand                              |
| 13 | みんなでおどろう                      | The Huggledance Party                              |
| 14 | まちをステキにしよう！                | Paint the Town                                     |
| 14 | おもちゃがほしい                      | Henry, Incorporated                                |
| 15 | マナーって なに？                     | Monsters on the Town                               |
| 15 | おおきくなりたい！                    | Enormo Henry                                       |
| 16 | ガルル・パワー                        | Grrr Power                                         |
| 16 | きばが ぬけた！                       | Fangs Out                                          |
| 17 | ハロウィーンの ふうせん               | The Halloween Scramble                             |
| 17 | キャンプの よる                       | Scout's Night Out                                  |
| 18 | パパのオーディション                  | Carried Away                                       |
| 18 | コビーのルール                        | Monster in Charge                                  |
| 19 | プールでおよぎたい                    | Rain, Rain, You're Not a Pain                      |
| 19 | いえでしたサマー                      | Runaway Summer                                     |
| 20 | いとこのハリー                        | Huggsgiving Day                                    |
| 20 | サマーのキラキラパワー                | All That Pizazz                                    |
| 21 | ペットのコンテスト                    | Monsterpet Pageant                                 |
| 21 | アイボーが あるいた！？               | Ivor's First Stomp                                 |
| 22 | ハグルマスのおいわい                  | Happy Hugglemas                                    |
| 23 | がっこうにいくのって すごくたいへん！ | A Funny Thing Happened on the Way to Monsterschool |
| 23 | うたのプレゼント                      | Summergrams                                        |
| 24 | とくべつな おはな                     | Monster Seeds                                      |
| 24 | おそろしいスノー・ガルル              | Henry and the Sno-Grrr                             |
| 25 | つよいぞ ヒーローモンスターズ         | The Mighty Heromonsters                            |
| 25 | いじわるなモンスター                  | New Monsterkid On The Block                        |
| 26 | グリマーバードの はね                 | Once Upon A Roar                                   |

### 第2シリーズ
| #  | タイトル                                   | 原題                                |
| 27 | おおきな あかちゃん                        | Big Baby                            |
| 27 | さいこうの きねんび                        | Perfect Anniversary                 |
| 28 | にげだしたケーキ                           | Ivor Takes the Cake                 |
| 28 | ひこうせんを おいかけろ                    | Runaway Airship                     |
| 29 | ベケットは どこ？                          | Where's Beckett?                    |
| 29 | そらを とびたい                            | Huggleflight                        |
| 30 | あみものロボット                           | Knit-O-Bot                          |
| 30 | モンスター・スカウトの うんどうかい        | Scouts Vs. Scouts                   |
| 31 | ゆめを おいかけよう                        | On The Huggleroad                   |
| 32 | ひとりぼっちの おとまりかい                | The Do-It-Yourself Sleepover        |
| 32 | ロアーズビルのルール                       | Roarsville Rules                    |
| 33 | モンスターの けっこんしき                  | Monsterly Ever After                |
| 33 | いっしょにバンドを やろう                  | The Roarsome Foursome               |
| 34 | サマーの えいが                            | Summer Vision                       |
| 34 | ピザづくりの めいじん                      | The Pizza Brothers                  |
| 35 | イザベラの しゃしん                        | Is a Fella Isabella?                |
| 35 | びょうきに なっちゃったパパ                | Dudes' Day Off With Daddo           |
| 36 | こいに おちたコビー                        | Cobby and the Brain                 |
| 36 | ロボットの しんゆう                        | Robo-Friend                         |
| 37 | イライラぐも                               | The Grr Cloud                       |
| 37 | モンスターの ははのひ                      | Monster Mama's Day                  |
| 38 | モンスターの おばけやしき                  | Monster Scare Fair                  |
| 38 | がんばれローバーズ！                       | The Roarsville Rovers               |
| 39 | ひこうきのレース                           | Roar-Plane Racing                   |
| 39 | モンスターの どろんこレース                | Hugglemonster And Son               |
| 40 | たのしく あそぼう！                        | Henry Time                          |
| 40 | れんしゅうすることが いちばんだいじ        | Rock, Rattle and Roller Practice    |
| 41 | ひとりでうたうのは だれ？                  | All About Summer Camp               |
| 41 | おもしろい ことば？                        | Huggle...Whaaa?!                    |
| 42 | うちゅうでハグルウィーン                   | Huggleween Moon                     |
| 43 | ロディは いいこ？                          | Scout's Honor                       |
| 43 | かぞくの とりかえっこ？                    | Home Sweet Hugglehome               |
| 44 | ちからを あわせよう！                      | Monster in the Middle               |
| 44 | あたらしくやってきたモンスターは いいこ？  | The Good, the Bad and the Monsterly |
| 45 | ヘンリーが いっぱい                        | Never Enough Henrys                 |
| 45 | ヒーローはロディ                           | Roddy the Hero                      |
| 46 | ママは おおいそがし                        | Working Monster                     |
| 46 | デンゼルが ひっこしちゃう！？              | Denzel Moves Away                   |
| 47 | アイボーの たんじょうびパーティー          | Ivor's Birthday Bash                |
| 47 | あわで おおさわぎ                          | Huggle Bubbles                      |
| 48 | ヘンリー・ハグルモンスターのラジオほうそう | Good Morning Roarsville             |
| 48 | おとうとたちを すくえ！                    | Day Care Breakout                   |